# Kanton Varilhes
Varilhes is een voormalig kanton van het Franse departement Ariège. Het kanton maakte deel uit van het arrondissement Pamiers.

## Gemeenten
Het kanton Varilhes omvatte de volgende gemeenten:
- Artix
- Calzan
- Cazaux
- Coussa
- Crampagna
- Dalou
- Gudas
- Loubens
- Malléon
- Montégut-Plantaurel
- Rieux-de-Pelleport
- Saint-Bauzeil
- Saint-Félix-de-Rieutord
- Ségura
- Varilhes (hoofdplaats)
- Ventenac
- Verniolle
- Vira